# Lijst van judotechnieken
De judotechnieken worden onderscheiden in worpen (nage-waza) en insluitingstechnieken (katame-waza). Ten derde zijn er in bepaalde kata's slag- of stoottechnieken (atemi-waza).

## Worpen (nage-waza)
De diverse categorieën worpen kunnen ingedeeld worden als:
- ashi-waza (beenworpen)
- kata-waza (schouderworpen)
- koshi-waza (heupworpen)
- te-waza (armworpen, eigenlijk handtechnieken)
- sutemi-waza (offerworpen)

## Insluitingstechnieken (katame-waza)
De diverse categorieën insluitingstechnieken worden onderverdeeld in:
- osae-komi-waza (houdgrepen)
- kansetsu-waza (armklemmen)
- shime-waza (verwurgingen)

Hieronder volgt een lijst van de technieken gebruikt in het judo:
| Beenworpen                        |                                                     |
| --------------------------------- | --------------------------------------------------- |
| 1. o-soto-gari                    | groot-buitenkant-maaien                             |
| 2. de-ashi-barai                  | voorwaarts-voet-wegvegen                            |
| 3. hiza-guruma                    | knie-wiel                                           |
| 4. ko-soto-gake                   | klein-buitenkant-haken                              |
| 5. o-uchi-gari                    | groot-binnenkant-maaien                             |
| 6. ko-uchi-gari                   | klein-binnenkant-maaien                             |
| 7. o-soto-guruma                  | groot-buitenkant-rad                                |
| 8. o-soto-otoshi                  | groot-buitenkant-laten vallen                       |
| 9. ko-soto-gari                   | klein-buitenkant-maaien                             |
| 10. sasae-tsuri-komi-ashi         | dragen-ophangen-binnenwaarts-voet                   |
| 11. harai-tsuri-komi-ashi         | wegvegen-ophangen-binnenwaarts-voet                 |
| 12. o-soto-gake                   | groot-buitenkant-haken                              |
| 13. ko-uchi-maki-komi             | klein-binnenkant-inrollen-binnenwaarts              |
| 14. ashi-guruma                   | voet-rad                                            |
| 15. uchi-mata                     | binnenkant-dij                                      |
| Schouderworpen                    |                                                     |
| 1. kata-seoi                      | schouder-dragen op schouder                         |
| 2. seoi-nage                      | dragen op schouder-werpen                           |
| 3. kata-guruma                    | schouder-rad                                        |
| 4. seoi-otoshi                    | dragen op schouder-laten vallen                     |
| 5. hidari-kata-seoi               | links-schouder-dragen op schouder                   |
| 6. seoi-age                       | dragen op schouder-optillen                         |
| Heupworpen                        |                                                     |
| 1. uki-goshi                      | zweven-heup                                         |
| 2. kubi-nage                      | nek-werpen                                          |
| 3. tsuri-goshi                    | ophangen-heup                                       |
| 4. koshi-guruma                   | heup-rad                                            |
| 5. harai-goshi                    | wegvegen-heup                                       |
| 6. hane-goshi                     | vleugel-heup                                        |
| 7. ushiro-goshi                   | achterwaarts-heup                                   |
| 8. tsuri-komi-goshi               | ophangen-binnenwaarts-heup                          |
| 9. utsuri-goshi                   | wisselen-heup                                       |
| 10. o-goshi                       | groot-heup                                          |
| 11. ko-tsuri-goshi                | klein-ophangen-heup                                 |
| 12. o-guruma                      | groot-rad                                           |
| 13. yama-arashi                   | berg-storm                                          |
| 14. obi-goshi                     | band-heup                                           |
| Armworpen                         |                                                     |
| 1. tai-otoshi                     | lichaam-laten vallen                                |
| 2. uki-otoshi                     | zweven-laten vallen                                 |
| 3. hiji-otoshi                    | elleboog-laten vallen                               |
| 4. sukui-nage                     | scheppen-werpen                                     |
| 5. mochi-age-otoshi               | beetpakken-optillen-laten vallen                    |
| 6. sumi-otoshi                    | hoek-laten vallen                                   |
| 7. obi-otoshi                     | band-laten vallen                                   |
| 8. kata-ashi-dori                 | schouder-voet-pakken                                |
| 9. ryo-ashi-dori                  | beide-voet-pakken                                   |
| Offerworpen                       |                                                     |
| 1. tomoe-nage                     | maag-werpen                                         |
| 2. yoko-tomoe                     | zijwaarts-maag                                      |
| 3. maki-tomoe                     | inrollen-maag                                       |
| 4. soto-maki-komi                 | buitenkant-binnenwaarts inrollen                    |
| 5. yoko-gake                      | zijwaarts-haken                                     |
| 6. tani-otoshi                    | dal-laten vallen                                    |
| 7. sumi-gaeshi                    | hoek-tegenaanval                                    |
| 8. uki-waza                       | zweven-techniek                                     |
| 9. kani-basami                    | zeekreeft-schaartechniek                            |
| 10. yoko-otoshi                   | zijwaarts-laten vallen                              |
| 11. hane-maki-komi                | vleugel-inrollen-binnenwaarts                       |
| 12. ura-nage                      | ruggelings-werpen                                   |
| 13. yoko-guruma                   | zijwaarts-rad                                       |
| 14. yoko-wakare                   | zijwaarts-scheiden                                  |
| 15. tawara-gaeshi                 | scheppend overnemen-tegenaanval                     |
| Houdgrepen                        |                                                     |
| 1. kesa-katame                    | diagonaal-insluiten                                 |
| 2. kata-katame                    | schouder-insluiten                                  |
| 3. kami-shiho-katame              | boven-vier richtingen-insluiten                     |
| 4. kuzure-kami-shiho-katame       | onder liggen-boven-vier richtingen-insluiten        |
| 5. ushiro-kesa gatame             | achterwaartse flankcontrole                         |
| 6. gyaku-kesa-katame              | verdraaid-diagonaal-insluiten                       |
| 7. yoko-shiho-katame              | zijwaarts-vier richtingen-insluiten                 |
| 8. makura-kesa-katame             | hoofdkussen-flankcontrole                           |
| 9. mune-katame                    | borst-insluiten                                     |
| 10. tate-shiho-katame             | verticaal-vier richtingen-insluiten                 |
| 11. kuzure-kesa-katame            | onder liggen-diagonaal-insluiten                    |
| 12. kata-osae-katame              | schouder-ingesloten-insluiten                       |
| 13. ura-katame                    | ruggelings-insluiten                                |
| 14. kashira-katame                | hoofd-insluiten                                     |
| 15. ura-shiho-katame              | ruggelings-vier richtingen-insluiten                |
| 16. kami-sankaku-katame           | boven-driehoek-insluiten                            |
| 17. kuzure-yoko-shiho             | onder liggen-zijwaarts-vier richtingen              |
| 18. tate-sankaku-katame           | verticaal-driehoek-insluiten                        |
| 19. uki-katame                    | zweven-insluiten                                    |
| Armklemmen                        |                                                     |
| 1.                                |                                                     |
| 1.1. ude-hishigi-juji-katame      | arm-breken-kruis-insluiten                          |
| 1.2. ude-garami                   | arm-ineengestrengeld                                |
| 1.3. ude-hishigi                  | arm-breken                                          |
| 1.4. yoko-hiza-katame             | zijwaarts-knie-insluiten                            |
| 2.                                |                                                     |
| 2.1. kami-ude-hishigi-juji-katame | boven-arm-breken-kruis-insluiten                    |
| 2.2. yoko-ude-hishigi             | zijwaarts-arm-breken                                |
| 2.3 kami-hiza-katame              | boven-knie-insluiten                                |
| 3.                                |                                                     |
| 3.1. ude-hishigi-henka-waza       | arm-breken-variatie-handchniek                      |
| 3.2. gyaku-juji                   | verdraaid-kruis                                     |
| 3.3. shime-garami                 | wurgen-ineengestrengeld                             |
| 3.4. hiza-katame                  | knie-insluiten                                      |
| 4.                                |                                                     |
| 4.1. hara-katame                  | buik-insluiten                                      |
| 4.2. ashi-katame                  | voet-insluiten                                      |
| 4.3. ude-garami-henka-waza        | arm-ineengestrengeld-variatie-handchniek            |
| 4.4. oten-karami                  | op de zij-insluiten                                 |
| 5.                                |                                                     |
| 5.1. kesa-garami                  | diagonaal-ineengestrengeld                          |
| 5.2. kuzure-kami-shiho-garami     | onder liggen-boven-vier richtingen-ineengestrengeld |
| 5.3. gyaku-kesa-garami            | verdraaid-diagonaal-ineengestrengeld                |
| 5.4. mune-garami                  | borst-ineengestrengeld                              |
| 5.5. mune-gyaku                   | borst-verdraaid                                     |
| 6.                                |                                                     |
| 6.1. gyaku-te-kubi                | verdraaid-hand-nek                                  |
| 6.2. hiji-maki-komi               | elleboog-inrollen-binnenwaarts                      |
| 6.3. kuzure-hiji-maki-komi        | onder liggen-elleboog-binnenwaarts inrollen         |
| 6.4. kanuki-katame                | dwars-insluiten                                     |
| 6.5. ude-hishigi-hiza-katame      | arm-breken-knie-insluiten                           |
| Verwurgingen                      |                                                     |
| 1.                                |                                                     |
| 1.1. kata-juji-jime               | schouder-kruis-wurging                              |
| 1.2. name-juji-jime               | gewoon-gekruist-wurgen                              |
| 1.3. gyaku-juji-jime              | verdraaid-kruis-wurging                             |
| 1.4. yoko-juji-jime               | zijwaarts-kruis-wurging                             |
| 1.5. ushiro-jime                  | achterwaarts-wurging                                |
| 1.6. okuri-eri-jime               | sturen-kraag-wurging                                |
| 1.7. kata-ha-jime                 | schouder-tand-wurging                               |
| 1.8. hadaka-jime                  | bloot-wurging                                       |
| 1.9. ebi-garami                   | kreeft-ineengestrengeld                             |
| 1.10. tomoe-jime                  | maag-wurging                                        |
| 1.11. eri-jime                    | kraag-wurging                                       |
| 1.12. kensui-jime                 | met handen optillen-wurging                         |
| 1.13. kata-jime                   | schouder-wurging                                    |
| 1.14. do-jime                     | romp-wurging                                        |
| 1.15. hiza-jime                   | knie-wurging                                        |
| 1.16. tsukomi-jime                | duwen-wurging                                       |
| 1.17. ebi-jime                    | kreeft-wurging                                      |
| 1.18. basami-jime                 | schaar-wurging                                      |
| 1.19. oten-jime                   | op de zij-wurging                                   |
| 2.                                |                                                     |
| 2.1. narabi-juji-jime             | zij aan zij-kruis-wurging                           |
| 2.2. katate-jime                  | vormhand-wurging                                    |
| 2.3. sode-guruma                  | mouw-rad                                            |
| 2.4. hidari-ashi-jime             | links-voet-wurging                                  |
| 2.5. kagato-jime                  | hiel-wurging                                        |
| 2.6. kami-shiho-jime              | boven-vier richtingen-wurging                       |
| 2.7. kami-shiho-ashi-jime         | boven-vier richtingen-voet-wurging                  |
| 2.8. kami-shiho-basami            | boven-vier richtingen-schaartechniek                |
| 2.9. gyaku-okuri-eri              | verdraaid-sturen-kraag                              |
| 2.10. gaeshi-jime                 | tegenaanval-wurging                                 |
| 2.11. gyaku-gaeshi-jime           | verdraaid-tegenaanval-wurging                       |